# Gries
Gries é uma comuna francesa na região administrativa de Grande Leste, no departamento Baixo Reno. Estende-se por uma área de 12,26 km². Em 2010 a comuna tinha 2 903 habitantes (densidade: 236,8 hab./km²).